# Declinación (gramática)
En gramática, el término declinación hace referencia a una modificación de determinadas clases de palabras (sustantivos, pronombres, adjetivos, artículos ...) según la función sintáctica que cumplen en la oración (es decir, el caso) y otros rasgos, tales como el género y el número. Esta modificación es análoga a lo que ocurre con los verbos para indicar persona, número, tiempo, modo, etc., es decir, la conjugación. En ambos casos se dice que las palabras se flexionan, se alteran, típicamente mediante afijación. No todas las lenguas presentan flexión: en el caso del español, aunque existe la flexión verbal o conjugación, la declinación solo se observa en los pronombres personales (por ejemplo te, ti, contigo son declinaciones del pronombre personal tú; o se, le, la, lo, son declinaciones de él, ella).

## Caso gramatical
Un caso gramatical indica la función que cumple un determinado elemento en una oración. De esta manera por ejemplo el caso nominativo indica que un elemento cumple la función de sujeto o atributo; similarmente los casos acusativo o dativo señalan al objeto directo (elemento sobre el cual recae la acción del verbo) o al objeto indirecto (elemento que indica al destinatario de la acción), respectivamente. Otros casos pueden indicar la posesión de un elemento (genitivo), su uso (instrumental), su localización (locativo), entre otros.
En algunas lenguas los casos son denotados mediante construcciones preposicionales o posposicionales (v. gr. en castellano la preposición «de» se utiliza para indicar posesión de un objeto) u otros mecanismos, mientras que en otras lenguas los casos se indican mediante declinación. Lenguas como el finés o el húngaro utilizan declinación para indicar la función que cumplen la gran mayoría de los elementos en la oración, mientras que lenguas como el alemán y el ruso presentan un uso mixto de declinación y construcciones preposicionales para indicar esta función (utilizando también una combinación entre preposiciones y declinación para indicar la función de un elemento). Finalmente, existen lenguas en que la declinación tiene un uso vestigial (como el inglés, francés o castellano) y lenguas sin ningún tipo de declinación  (como el chino mandarín).

## Tipos de declinación
- a) Declinación nominal: corresponde a las formas de declinación asociadas con sustantivos y sus respectivos artículos (en caso de existir estos últimos). Típicos ejemplos de declinación nominal se encuentran en lenguas clásicas como el griego antiguo (con artículos) o el latín (sin artículos) y en lenguas vivas como el alemán (con artículos) o el ruso (sin artículos).
- b) Declinación pronominal: corresponde a las formas de declinación asociadas con pronombres. En muchos idiomas en los cuales la declinación nominal ha desaparecido, sí se conserva la declinación pronominal en el caso de pronombre personales como en el castellano, francés, neerlandés, entre muchas otras. El idioma inglés conserva declinación pronominal en el caso de pronombres personales e interrogativos.
- c) Declinación adjetival: corresponde a la declinación de los adjetivos calificadores de sustantivos sujetos a declinación nominal. En general, este tipo de declinación existe cuando hay declinación nominal.
- d) Declinación numeral: En algunos idiomas, incluida la mayoría de las lenguas eslavas, existe una declinación específica asociada a numerales.

## Ejemplos

### Latín
En español, para distinguir entre (1) "La madre ama al hijo" y (2) "El hijo ama a la madre", nos guiamos por la preposición "a" y también por el orden de las palabras: lo habitual es poner el sujeto delante del verbo y el objeto (complemento directo más complemento indirecto), después. En latín clásico, el orden de las palabras no influye en el sentido de la oración; el sujeto está en caso nominativo, el objeto directo en caso acusativo:
1. Mater filium amat  =  Filium mater amat (corresponde a: 'Al hijo la madre ama')
2. Matrem filius amat  =  Filius matrem amat (corresponde a: 'El hijo a la madre ama')

En latín, los nombres se flexionan, es decir, sus terminaciones varían según el caso (hay seis). El término declinación se usa también para referirse al paradigma, modelo o esquema por el que se rigen las flexiones. Por ejemplo, la palabra filius es de la segunda declinación (masculina) y tiene las siguientes formas:
| Caso       | Singular | Plural   |
| ---------- | -------- | -------- |
| Nominativo | fīlius   | fīliī    |
| Vocativo   | fīlī     | fīliī    |
| Acusativo  | fīlium   | fīliōs   |
| Genitivo   | fīliī    | fīliōrum |
| Dativo     | fīliō    | fīliīs   |
| Ablativo   | fīliō    | fīliīs   |

La palabra mater (Mater, Matris) pertenece a la 3.ª declinación, es decir, a otro grupo de palabras que lleva terminaciones diferentes en cada caso. Es algo similar a lo que sucede en el idioma español con las tres conjugaciones (verbos acabados en -ar, -er, -ir, que llevan terminaciones diferentes). En español,  solamente los pronombres se puede considerar que están sujetos a  declinación morfológica: Decimos "él la ama " pero "él le da un beso": la, el objeto directo, estaría en acusativo, y le, el objeto indirecto, en dativo, si seguimos la terminología de la gramática latina. Otro ejemplo: "él le pega (una bofetada)" pero "él la pega (la etiqueta, con pegamento)".  Aquí le (que puede ser femenino o masculino: pegarle a él o a ella) es dativo, y la acusativo.

### Alemán
También entre las lenguas actuales hay muchas que se declinan, por ejemplo el alemán. En este idioma, se flexionan los nombres, adjetivos, pronombres, etc. , pero no  hay tantas formas distintas como en latín: por ejemplo, a veces el nominativo de un sustantivo coincide con su acusativo, y además hay solo cuatro casos. Donde más se aprecia la declinación es en los artículos (que en latín no existen). Ejemplo:
(1) Der Hund beisst den Jungen. = Den Jungen beisst der Hund (el perro muerde al chico)
(2) Der Junge beisst den Hund = Den Hund beisst der Junge. (El chico muerde al perro).
El artículo definido masculino singular es der en nominativo  y den en acusativo. Junge se flexiona en acusativo, pero Hund queda igual que en nominativo.

## Lenguas con declinación
La marcación explícita del caso morfológico o declinación es frecuente en las siguientes familias:
- Lenguas indoeuropeas, especialmente las antiguas, aunque también un buen número de las modernas. En estas lenguas las marcas de caso son usualmente fusionantes.
- Lenguas urálicas, altaicas y dravídicas, aunque aquí las marcas de caso tienen un carácter aglutinante.

En la declinación suele distinguirse entre casos argumentales, para designar al sujeto y al objeto, y casos oblicuos que designan otro tipo de relaciones sintácticas asociadas, normalmente a los adjuntos al verbo o a los complementos del nombre. En los casos argumentales las lenguas del mundo se dividen en varios tipos de acuerdo con su alineamiento morfosintáctico: nominativo-acusativo, absolutivo-ergativo, activo-inactivo, etc. 
Las lenguas con flexión nominal usualmente tienen distinciones de número, y a veces también de género (aunque esto último es menos frecuente que las diferencias de número).

### Lenguas indoeuropeas
Entre las lenguas indoeuropeas que utilizan declinaciones se encuentran el alemán, el rumano, el griego, el islandés, las lenguas eslavas (polaco, ruso, ...), las lenguas bálticas (letón, lituano...) y las lenguas indoarias.
En las lenguas indoeuropeas existen generalmente diversos paradigmas de declinación de los nombres y adjetivos según la terminación o tema de la raíz. Es decir, según la raíz termine en -a, -e, -i, -o, -u o consonante, el modelo de declinación puede tener formas específicas o ligeramente diferentes para cada terminación. Además, en el caso de las lenguas indoeuropeas la declinación varía de acuerdo no solo al caso, sino también al género y al número. Los pronombres por su parte tienen frecuentemente una declinación ideosincrática que no depende del tema o terminación del mismo.
Estas lenguas están en la categoría de las fusionantes, lo cual significa que al núcleo de la palabra declinada se le añade un afijo en el cual se fusionan varias funciones gramaticales. Del mismo modo que en español, al conjugar un verbo, añadimos a la raíz un afijo que aporta información múltiple (viajaremos:  el morfema emos indica primera persona de plural y tiempo futuro), al declinar un nombre la terminación indica varias funciones, por ejemplo, en latín, rosarum  (de las rosas) es femenino plural en caso genitivo.

### Otras lenguas
Fuera de la familia indoeuropea, hay gran número de lenguas que se declinan pero en muchos casos no se trata de lenguas fusionantes, sino de lenguas aglutinantes. Las palabras declinadas de estas lenguas llevan varios afijos de significado único que deben colocarse en un lugar determinado y cada uno de los cuales modifica, semántica o gramaticalmente, el significado del lexema. Entre ellas se encuentran las túrquicas de Eurasia, las urálicas de Eurasia, las dravídicas del subcontinente indio y las lenguas quechuas de América del Sur.